# Stasys Šaparnis
Stasys Šaparnis (n. 2 octombrie 1939, Panevėžys, Panevėžys City Municipality⁠(d), Lituania) este un sportiv ce a reprezentat Uniunea Republicilor Sovietice Socialiste, medaliat olimpic. A participat la o ediție a Jocurilor Olimpice (1968) în care a câștigat o medalie de argint.

## Participări
Lista de mai jos prezintă principalele competiții la care a participat Stasys Šaparnis de-a lungul carierei.
- Anexo:Pentatlón moderno en los Juegos Olímpicos de México 1968[*]